# سینمای بلژیک
سینمای بلژیک (انگلیسی: Cinema of Belgium) به صنعت فیلم‌سازی در بلژیک اشاره دارد. بلژیک اساساً کشوری چندزبانه است که به بخش‌های فلامان‌زبان شمال (هلندی‌زبانان) و فرانسوی‌زبان جنوب تقسیم می‌شود. جامعه کوچکی هم از تکلم‌کنندگان به زبان آلمانی در نزدیکی مرز این کشور با آلمان وجود دارد. همین‌طور باید دانست که این سه جامعه به صورت فدرال اداره می‌شوند؛ بنابراین تفاوت‌های زبانی و سیاسی، سخن گفتن از سینمایی واحد در بلژیک دشوار است. به نظر می‌رسد بهتر باشد از سینمای فلامانی یا هلندی بلژیک یا والونی و فرانسوی‌زبان بلژیک سخن بگوییم.

## پیشینه و پیشگامان
در دهه ۱۹۰۰ سینمای صامت بلژیک در آغاز تحت تأثیر سینمای فرانسه است. در دهه ۲۰ کارگردانان بومی کار را آغاز می‌کنند. بیشتر فیلم‌ها در دهه ۲۰ کارهای مستند است. از ابتدای دهه ۳۰ با فراگیر شدن صدا در سینما، فیلمسازان بلژیکی به مشکل برخوردند. به لحاظ فنی و گرایش فیلم‌سازی و سلیقه، سینمای صامت بلژیک متأثر از سینمای فرانسه بود. عمدتاً کارگردانان و عوامل فرانسوی در تولیدات سینمایی این کشور نقش اول را داشتند. اما با ورود صدا به سینما و تعدد زبان‌ها و گویشوران فرانسوی، آلمانی و هلندی کار سخت می‌شود. در شمال این کشور زبان و ادبیات فلاندری (هلندی‌زبانان) فراگیر و در جنوب بلژیک گویش متأثر از زبان فرانسوی است. در منطقه مرزی کوچک در شرق بلژیک با آلمان نیز اهالی به آلمانی تکلم می‌کنند. در این احوال بسیاری از شاعران و ادیبان بلژیکی فقط به یکی از زبان‌ها مسلط بودند و هر زبان و ادبیاتی دارای پیشینه و تاریخ فرهنگی و اجتماعی خاص خود است. این مشکلات همگی باعث شدند تا پیشرفت سینما در بلژیک علیرغم فراگیر بودن؛ چند پاره هم باشد. هنوز زبان واحد در این کشور وجود ندارد تا سینمای این کشور بتواند بدان به صورت پیش‌فرض تکلم کند.

## دهه ۶۰ و تاثیرپذیری از موج نوی سینمای فرانسه
به لحاظ تاریخی و فرهنگی طبیعی است که سینمای بلژیک بعد از پیدایش موج نوی سینمای فرانسه از این نهضت سینمایی به شدت تأثیر بپذیرد. در دهه ۶۰ به تأثیر از موج نوی سینمای فرانسه جوانان تحصیلکرده آثار مستقل و مستند قابل قبولی تولید می‌کنند. در همین سال‌ها ردپای شعرا و نویسندگان ادبی بلژیک در سینمای این کشور بسیار زیاد می‌شود؛ و آثار افرادی مانند روبر گوفن، آنری میشو، سوزان لیلار، ژرژ سیمنون، هوگو کلاوس و دیگران در سینمای بلژیک مورد اقتباس قرار می‌گیرد.
از ۱۹۶۴ برای رونق گرفتن سینمای بلژیک، دولت یارانه ثابتی را برای آن در نظر می‌گیرد که برنامه‌ای موفقیت‌آمیز است. در این سالها آندره دلوو با اقتباس از رمان‌های مشهور بلژیکی و کارگردانی ۲ فیلم مردی که موهایش را کوتاه کرده بود و یک شب… یک قطار، رهبری نسل جوان سینمای بلژیک را به عهده می‌گیرد.
آثار آندره دلوو به عنوان یک هلندی‌زبان، دارای تعصب زبانی و قومی نبود و فیلم‌هایش برای بلژیکی‌ها تقریباً ملی جلوه‌گری می‌کرد. در حال حاضر به سبب همین آثار آندره دلوو به او لقب پدر سینمای ملی بلژیک داده شده‌است. همچنین وی از اولین سینماگرانی بود که آثار نویسنده مهم فلاندری‌زبان بلژیک فلیکس تیمرمانس را به زبان فیلم برگرداند.
ژاک برل نیز در دهه ۷۰ وارد بدنه سینمایی بلژیک شد. برل به عنوان یک خواننده، نویسنده، بازیگر و کارگردان بلژیکی سهم زیادی در شناساندن سینمای این کشور ایفا کرد.

## دهه ۸۰ و ۹۰ آغاز عصر طلایی سینمای بلژیک

انسان سگ را گاز می‌گیرد ساخته رمی بلوو

از ابتدای دهه ۸۰ پشتیبانی مالی دولت از سینمای بلژیک شدت می‌گیرد. در این دهه دیگر از نسل قدیم بدنه سینمای بلژیک خبری نیست؛ و کارگردانان جوانی مطرح می‌شوند. مارک دیدن با فیلم‌های بروکسل کنار شب محصول ۱۹۸۳و استانبول محصول ۱۹۸۵و رابی دی هرت با فیلم‌هایی مانند تپه زغال اخته محصول ۱۹۸۹از این دسته هستند.
در دهه ۹۰ سینمای بلژیک به استقلال مالی می‌رسد. بازیگران جهانی معرفی می‌کند و در فستیوال‌های معتبر سینمایی حضور مداوم دارد. دهه ۹۰ آغاز عصر طلایی سینمای بلژیک است. در این دهه اولین فیلم مهم انسان سگ را گاز می‌گیرد محصول ۱۹۹۲ به کارگردانی رمی بلوو است. داینز محصول ۱۹۹۲ ساخته استین کانینکس نیز فیلم مهم این دهه است. چرا که در اسکار ۱۹۹۲ نامزد بهترین فیلم خارجی زبان شده بود.
در اواخر دهه ۹۰ برادران داردن در سینمای بلژیک تثبیت می‌شوند. فیلمسازانی که اعتبار فراوانی برای سینمای بلژیک بدست آوردند. برادران داردن در سال ۱۹۹۹ با کاگردانی رزتا به نخل طلا جشنواره کن رسیدند.

## سال‌های اخیر

بچه ساخته برادران داردن برنده نخل طلای کن ۲۰۰۵

آغاز هزاره سوم با پویایی بیشتر برای سینمای بلژیک همراه است. همه مشهورند محصول ۲۰۰۰ ساخته دومینیک درودیه نامزد دریافت اسکار بهترین فیلم خارجی زبان می‌شود و داردن‌ها نیز دوباره در سال ۲۰۰۵ در فستیوال فیلم کن با فیلم بچه به نخل طلا می‌رسند.
سینمای بلژیک در سال‌های اخیر نیز فیلمسازان مطرحی مانند فردریک دو شو، ژاکو فان دورمال، لوکاس بلوایوکس و بولی لنر را معرفی کرده‌است.
مهمترین موفقیت سینمای بلژیک در سالهای اخیر اکران فیلم کله‌شق ساخته مایکل روسکم است که در هشتاد و چهارمین دوره جوایز اسکار نامزد بهترین فیلم خارجی زبان شده بود. همچنین باید از ۲ روز و یک شب ساخته برادران داردن نام برد که در کن ۶۷ در بخش مسابقه قرار داشت.
جدای از فیلمسازان و نویسندگان بلژیکی، بدنه سینمای این کشور بازیگران سرشناسی را نیز به صنعت سینما معرفی کرده‌است. پس از ژاک برل که مربوط به دهه‌های گذشته‌است، ژان کلود ون دام شناخته شده‌ترین بازیگر سینمای این کشور است. او که با فیلم‌های اکشن و ماجراجویانه رزمی به سینمای آمریکا آمد، با فیلم سرباز جهانی محصول ۱۹۹۲ چهره شد.آن پترسون، آنی کوردی، ژان دکلر، پاسکال دوکن، امیلی دوکن، ماتیاس اسخونارتس و فرانسیس دامینز از دیگر چهره‌های سینمای بلژیک به‌شمار می‌آیند.

## جشنواره‌های سینمایی
با توجه به تعدد زبان در بلژیک سینمای بلژیک از دهه ۶۰ بدینسو جشنواره‌های فیلم داخلی و خارجی زیادی را برگزار کرده‌است. جشنواره‌هایی عمدتاً کوچک و منطقه‌ای که به لحاظ زبانی سرو شکل یافته‌اند. از این میان جشنواره بین‌المللی فیلم‌های مستقل بروکسل (Brussels International Independent Film Festival) مشهور است. این جشنواره که به نمایش فیلم‌های مستقل اختصاص دارد، همه‌ساله در بروکسل پایتخت بلژیک برگزار می‌شود.
جشنواره بین‌المللی فیلم‌های مستقل بروکسل از سال ۱۹۷۴ میلادی آغاز به‌کار کرد و در ابتدا، تمرکزش بر فیلم‌های مستقل ۸ میلیمتری بود. جشنواره بین‌المللی فیلم فلاندرز نیز از مهمترین رویدادهای سینمایی این کشور محسوب می‌شوند.

## جوایز سینمایی
جایزه ماگریت توسط «آکادمی آندره دِلوو» به برترین‌های صنعت سینمای بلژیک اهدا می‌شود. این جایزه به‌عنوان برجسته‌ترین جایزه سینمایی این کشور از «جایزه سزار» در فرانسه الگوبرداری شده است و در سال ۲۰۱۱ میلادی پایه‌گذاری شد. انجمن منتقدان فیلم بلژیک نیز از سال ۱۹۷۶، هر ساله جایزه آندره کاونس را به بهترین فیلم برگزیده کشور اهدا می‌کند. یکی دیگر از جوایز سینمایی بلژیک، جایزه ژرژ دلرو است که برای بهترین موسیقی فیلم در نظر گرفته شده است. اهدای این جایزه برای نخستین بار در سال ۱۹۸۵ در جشنواره بین‌المللی فیلم فلاندرز صورت گرفت.

## آمار و ارقام
در حال حاضر بیش از ۴۶۰ سالن سینما در بلژیک وجود دارد. جمعیت سینماروی این کشور سالیانه بیش از ۲۲ میلیون نفر برآورد گردیده‌ است. تعداد فیلم‌های تولید شده در این کشور نیز سالیانه ۳۶ فیلم سینمایی، ۴ فیلم انیمیشن و ۷ اثر مستند گزارش شده‌است.